# Hurrikan Hugo
Hurrikan Hugo war ein tropischer Wirbelsturm, der im September 1989 in der Karibik und den südöstlichen Teilen der USA enorme Schäden anrichtete. Der Hurrikan, der zeitweise die Kategorie 5 erreichte, gilt als eine der verheerendsten Naturkatastrophen in der Geschichte der Vereinigten Staaten. Zu den betroffenen Gebieten zählten neben dem Festland der USA auch die Dominikanische Republik, Puerto Rico, Guadeloupe, die Amerikanischen Jungferninseln und Montserrat. Montserrat wurde extrem stark getroffen, von 12.000 Einwohnern verloren 11.000 ihre Behausung. Schulen, Krankenhäuser, Regierungsgebäude wurden zerstört. Die lokale Fledermauspopulation wurde ausgelöscht. Ebenfalls betroffen waren die US-Bundesstaaten Florida, South Carolina und North Carolina. Gebildet hatte sich der Sturm am 9. September nahe Kap Verde an der Westafrikanischen Küste. Hugo war 30 Jahre lang der Hurrikan, der am weitesten östlich Kategorie 5 erreichte, bis ihn 2019 Hurrikan Lorenzo als Rekordhalter ablöste.

## Sturmverlauf

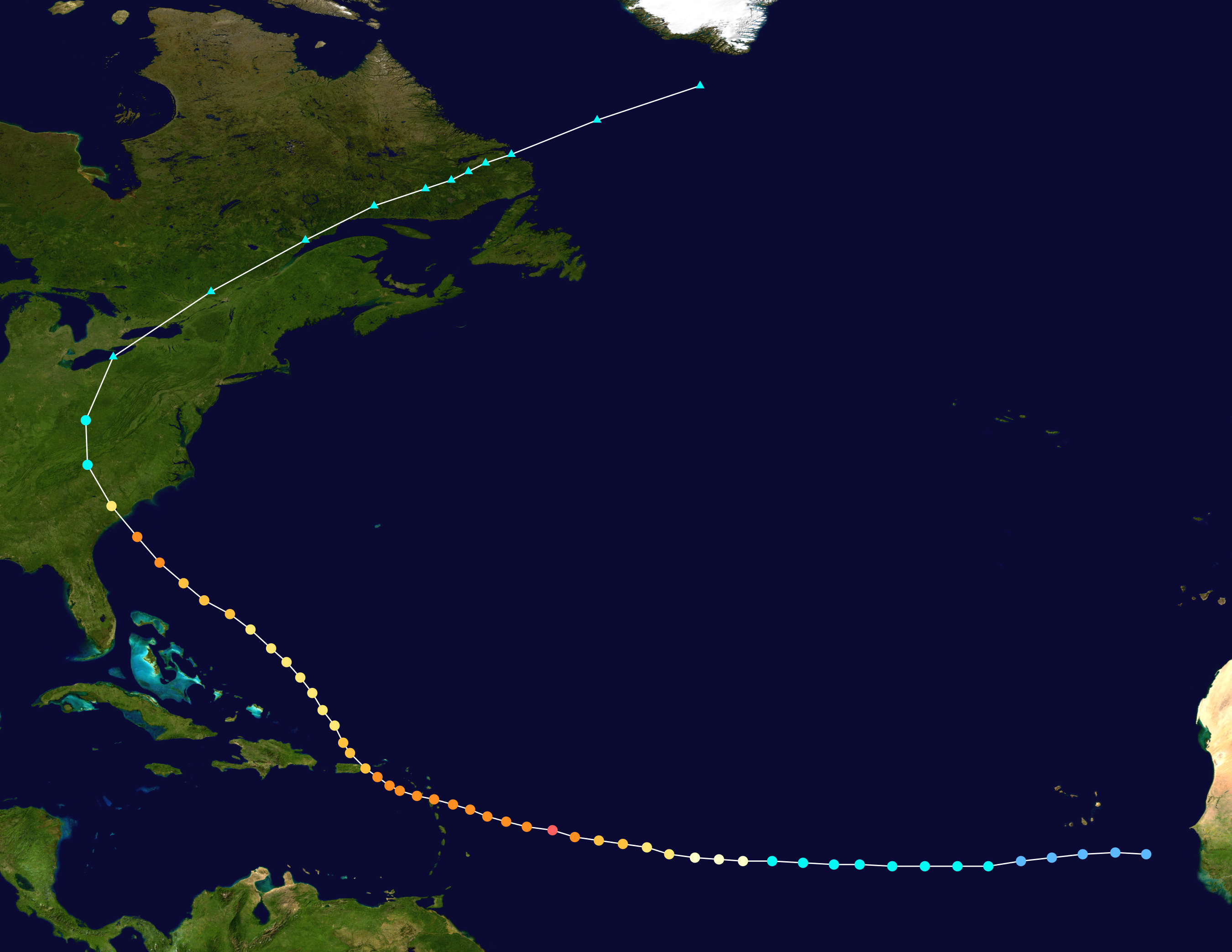
Zugbahn

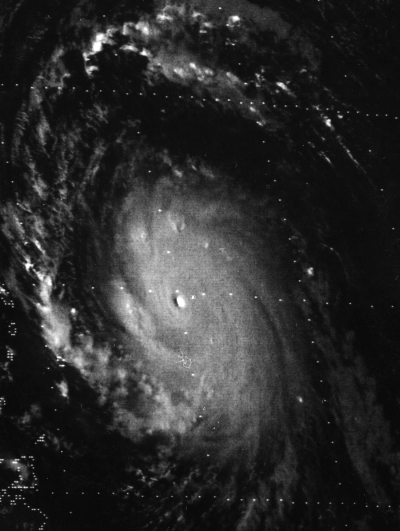
Hurrikan Hugo als ein Kategorie-5-Hurrikan